# Philip H. Hoff

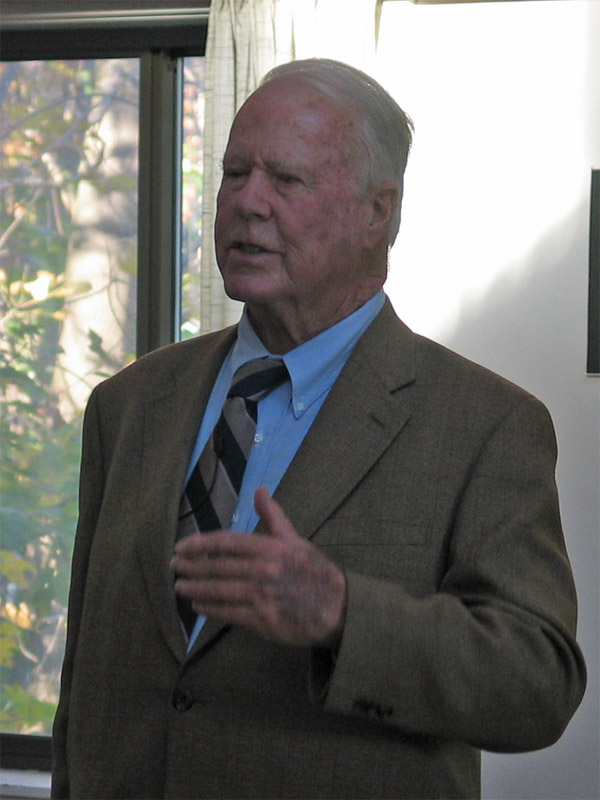
Philip H. Hoff (2004)

Philip Henderson Hoff (* 29. Juni 1924 in Turners Falls, Franklin County, Massachusetts; † 26. April 2018 in Shelburne, Vermont) war ein US-amerikanischer Politiker. Er war von 1963 bis 1969 Gouverneur des Bundesstaates Vermont.

## Frühe Jahre und politischer Aufstieg
Philip Hoffs Schulzeit wurde durch den Zweiten Weltkrieg unterbrochen, an dem er ab 1943 als U-Boot-Fahrer im Südpazifik teilnahm. Nach dem Krieg besuchte er bis 1948 das Williams College. Anschließend studierte er bis 1951 an der Cornell University Jura. Politisch wurde er Mitglied der Demokratischen Partei. Zwischen 1960 und 1962 war er Abgeordneter im Repräsentantenhaus von Vermont und im Jahr 1962 wurde er gegen den Amtsinhaber F. Ray Keyser zum neuen Gouverneur von Vermont gewählt. Damit war er seit 1854 der erste Gouverneur dieses Staates, der nicht der Republikanischen Partei angehörte. Den Wahlsieg verdankte er einerseits seinem gut geführten Wahlkampf, aber auch der Popularität des 1960 gewählten demokratischen Präsidenten John F. Kennedy.

## Gouverneur von Vermont
Philip Hoff trat sein neues Amt am 10. Januar 1963 an. Nachdem er in den Jahren 1964 und 1966 jeweils wiedergewählt worden war, konnte er bis zum 9. Januar 1969 als Gouverneur amtieren. Dabei setzte er sich für die Umwelt und für soziale Belange ein. Er ließ die Arbeitssituation der Frauen analysieren und war gegen Rassismus. Hoff war der erste demokratische Gouverneur in den Vereinigten Staaten, der sich über der Frage des Vietnamkrieges mit Präsident Lyndon B. Johnson überwarf. Im Jahr 1968 unterstützte er den Präsidentschaftswahlkampf von Robert F. Kennedy, dem Bruder des 1963 ermordeten John F. Kennedy. Allerdings fiel Robert Kennedy im Juni ebenfalls einem Attentat zum Opfer. Hoffs Haushaltspolitik wurde damals wegen hoher Ausgaben und dem damit verbundenen Anstieg der Staatsverschuldung kritisiert. Ansonsten war Philip Hoff Mitglied zahlreicher Gouverneursvereinigungen und anderer Organisationen.

## Weiterer Lebenslauf
Im Jahr 1970 bewarb sich Hoff erfolglos um einen Sitz im US-Senat. In den 1980er Jahren wurde er drei Mal in den Staatssenat gewählt. Außerdem arbeitete er als Rechtsanwalt. Im Jahr 1989 war er Mitbegründer einer Anwaltskanzlei. Hoff hatte einige Ehrenämter inne und war im Aufsichtsrat einiger Firmen sowie Kurator der Vermont Law School. Mit seiner Frau Joan P. Brower hatte er vier Kinder.